# Marcin Kamiński (kapitan)
Walenty Marcin August Kamiński (ur. 12 listopada 1894 w Kiełpinach, zm. 16–19 kwietnia 1940 w Katyniu) – bankowiec, kapitan pospolitego ruszenia piechoty Wojska Polskiego, kawaler Orderu Virtuti Militari, ofiara zbrodni katyńskiej.

## Życiorys
Urodził się 12 listopada 1894 we wsi Kiełpiny, w ówczesnym powiecie lubawskim Prus Zachodnich, w rodzinie Walentego, nauczyciela i Heleny z Bielickich. Jego młodszy brat Józef Teofil był posłem na Sejm II RP. W 1905 rozpoczął naukę w progimnazjum Collegium Marianum w Pelplinie. 1 października 1909 przeniósł się do gimnazjum w Kościerzynie, a w Wielkanoc 1912 do gimnazjum w Brodnicy, w którym dwa lata później zdał maturę. W Brodnicy został członkiem tajnego związku młodzieży Filomaci Pomorscy.
Uczestniczył w I wojnie światowej. 17 sierpnia 1914 został powołany do armii niemieckiej, w której służył do 19 marca 1919. Dwukrotnie ranny. 
Po odzyskaniu przez Polskę niepodległości wstąpił do Wojska Polskiego. Służył w 66 pułku piechoty, w którym był organizatorem II batalionu i jego dowódcą w okresie wojny polsko-bolszewickiej. Został awansowany do stopnia kapitana. Został przeniesiony do rezerwy. W 1934, jako oficer pospolitego ruszenia pozostawał w ewidencji Powiatowej Komendy Uzupełnień Toruń. Posiadał przydział do Oficerskiej Kadry Okręgowej Nr VIII. Był wówczas „przewidziany do użycia w czasie wojny”. W 1939 został zaliczony do pomocniczej służby wojskowej.
Pracował zawodowo jako bankowiec. W 1933 mieszkał w Toruniu przy ul. Mostowej 10.
Po wybuchu II wojny światowej, kampanii wrześniowej i agresji ZSRR na Polskę został zmobilizowany do Oddziału II Sztaby DOK VIII, aresztowany przez Sowietów i przewieziony do obozu w Kozielsku. Między 15 a 17 kwietnia 1940 został przekazany do dyspozycji naczelnika Zarządu NKWD Obwodu Smoleńskiego. Między 16 a 19 kwietnia 1940 zamordowany w Katyniu i tam pogrzebany. W 1943 jego ciało zidentyfikowano podczas ekshumacji prowadzonych przez Niemców pod numerem 1779. Przy zwłokach Marcina Kamińskiego zostały odnalezione legitymacja oficerska, dowód osobisty, legitymacja odznaczeniowa, karta tramwajowa, wizytówka, fotografie, listy, dwa kalendarzyki. 
5 października 2007 r. Minister Obrony Narodowej Aleksander Szczygło awansował go pośmiertnie do stopnia majora. Awans został ogłoszony 9 listopada 2007 r. w Warszawie, w trakcie uroczystości „Katyń Pamiętamy – Uczcijmy Pamięć Bohaterów”.
Był żonaty z Jadwigą z Ruchniewiczów, z którą miał troje dzieci.

## Ordery i odznaczenia
- Krzyż Srebrny Orderu Wojskowego Virtuti Militari nr 2389 (307)[a] – 19 lutego 1922[8]
- Krzyż Walecznych[9]
- Medal Pamiątkowy za Wojnę 1918–1921[9]
- niemiecki Krzyż Żelazny II klasy[10]